# Cantone di Capellen
Il Cantone di Capellen è un cantone del Lussemburgo, compreso nel distretto di Lussemburgo. Confina a nord con i cantoni di Redange e di Mersch, a est con il cantone di Lussemburgo, a sud con il cantone di Esch-sur-Alzette e a ovest con la provincia belga del Lussemburgo. 
Il capoluogo è Capellen, frazione di Mamer. La superficie è di 199 km² e la popolazione nel 2005 era di 38 195 abitanti (191,7 ab./km²). 
Comprende 9 comuni:
- Dippach
- Garnich
- Habscht
- Käerjeng
- Kehlen
- Koerich
- Kopstal
- Mamer
- Steinfort